# 基督門徒會教徒
基督門徒會教徒（Campbellite）是一個溫和的貶義詞 ，指的是在復原運動中某些歷史悠久的宗教團體的追隨者，又稱為坎貝爾。其中最著名的19世紀領導人是湯瑪斯·坎伯和亞歷山大·坎伯。這些團體的成員通常認為以「坎貝爾」這個詞稱呼他們不合適，認為他們是耶穌的追隨者，並非耶穌門徒會的教徒。    :85–87 :91–93他們對比了馬丁路德對路德教名稱的不接受:162,163以及重浸派抗議他們的敵人替他們做出的命名。較早的文獻顯示，在復興運動時，被稱為「坎貝爾主義者」及「耶穌門徒會教徒」的人普遍拒絕被這樣稱呼。  :86

## 影響
湯瑪斯·坎伯和亞歷山大·坎伯是19世紀初基督門徒運動中較著名的領導人物。該團體致力於恢復基督教原始主義。它於1832年與基督徒（史東运动）合併，形成了美國復原運動（也稱為史東-坎伯復原運動）。其他復原運動中的著名人物包括伯通·史東、瓦特•史考特和約翰·史密斯。

## 歷史相關團體
隨著時間的推移，復原運動團體內部的紛爭不斷。美國宗教普查於1906年首次將基督會和基督的教會列為兩個不同且獨立的團體。  :251然而，兩個團體從1883年就產生分歧。  :252兩者最明顯的區別在於基督的教會拒絕在敬拜時使用樂器。關於樂器的爭論始於1860年，當時有些教會裝設了管風琴。兩個團體解讀聖經的方式也有所差異。基督的教會認為任何新約聖經沒有記錄過的敬拜方式都是不被允許的，而新約聖經中並沒有使用樂器敬拜的相關記載。基督會則認為沒有明確禁止的敬拜方式都是可行的。  :242–247這個運動中對歷史影響較深的主要團體有：
- 基督的教會
- 基督會
- 基督教會和基督會（英语：Christian churches and churches of Christ）
- 基督的教會（非機構）（英语：The churches of Christ (non-institutional)）

基督門徒會教徒一詞較常用來稱呼復原運動中較為保守的分支，例如基督的教會和基督教會和基督會。
坎伯家族出現在MacKinlay Kantor獲得普利策獎的小說“安德森维尔”的第九章中。